# 宮城県道・岩手県道185号有壁若柳線

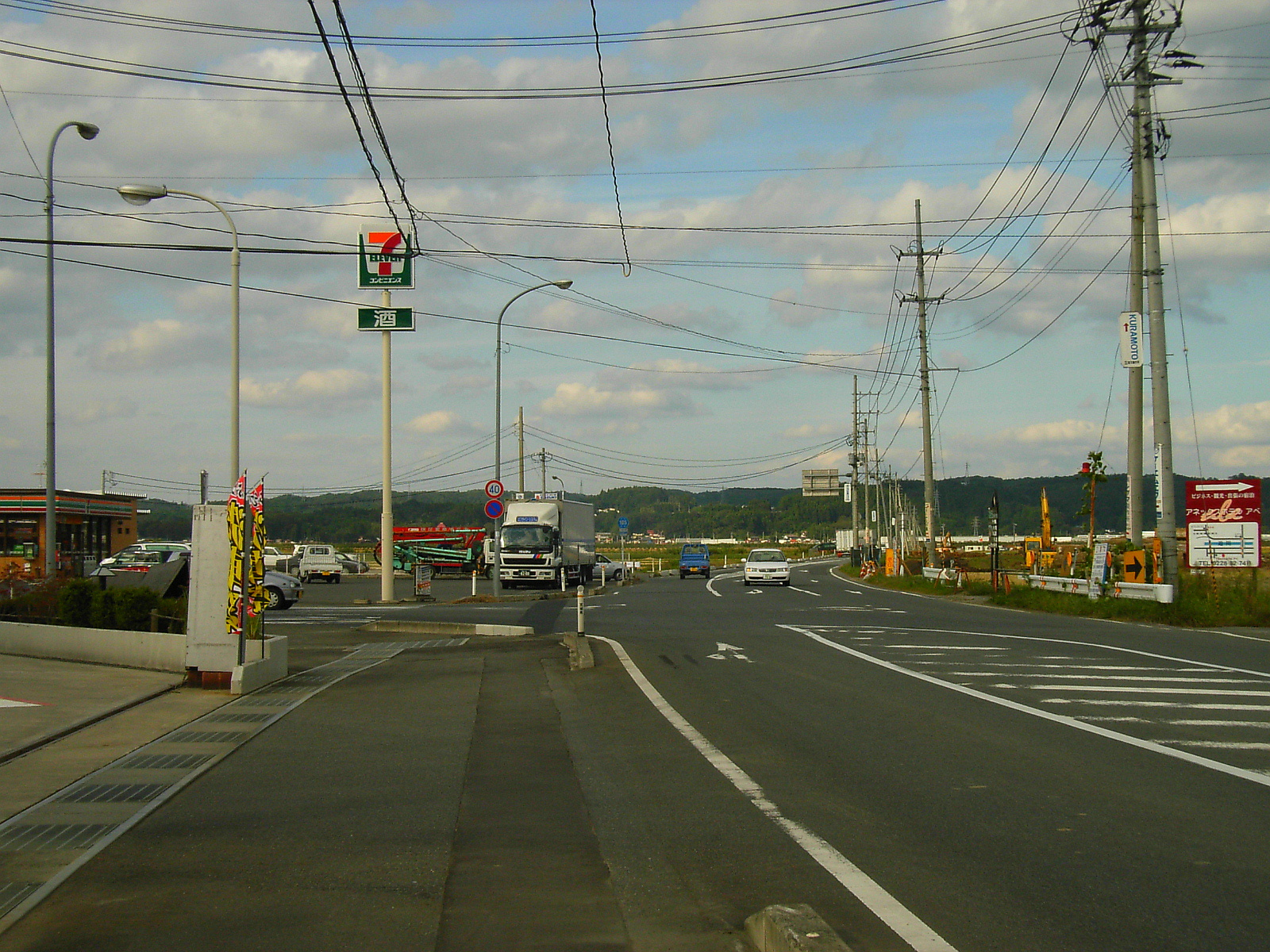
終点。若柳の住宅地を背に、水田と丘陵を見る（2005年9月）

宮城県道・岩手県道185号有壁若柳線（みやぎけんどう・いわてけんどう185ごう ありかべわかやなぎせん）は、宮城県栗原市金成から岩手県一関市を通り、宮城県栗原市若柳に至る一般県道である。

## 概要

### 路線データ
- 実延長：13,231.6 m
  - 宮城県側：11,868.7 m[1]
  - 岩手県側：1,362.9 m[2]
- 起点：栗原市金成有壁新町3番1地先[1]（県道187号交点）
- 終点：栗原市若柳字川南南大通1番1地先[1]（国道398号・県道176号交点）

## 歴史
- 1958年（昭和33年）3月31日 - 宮城県側の区間が県道に認定される[3]。
- 1959年（昭和34年）3月31日 - 岩手県側の区間が県道に認定される[4][2]。
- 2019年（平成31年）3月29日 - 宮城県側の区間が廃止され[5]、再度県道に認定される[6]。

## 路線状況

### 重複区間
- 一関市花泉町花泉字田畑後 - 一関市花泉町花泉字一本松前：岩手県道48号弥栄金成線
- 栗原市若柳武鎗字新上町浦 - 栗原市若柳武鎗字中町浦：宮城県道186号油島栗駒線
- 栗原市若柳字福岡小谷町浦 - 栗原市若柳字川北新町：宮城県道4号中田栗駒線

## 地理

### 通過する自治体
- 宮城県
  - 栗原市
- 岩手県
  - 一関市
- 宮城県
  - 栗原市

### 交差する道路
- 宮城県道187号大門有壁線（栗原市金成有壁新町）
- 岩手県道48号弥栄金成線 弥栄方面（一関市花泉町花泉字田畑後）
- 岩手県道48号弥栄金成線・金成方面（一関市花泉町花泉字一本松前）
- 宮城県道186号油島栗駒線 栗駒方面（栗原市若柳武鎗字新上町浦）
- 宮城県道186号油島栗駒線 油島方面（栗原市若柳武鎗字中町浦）
- 宮城県道4号中田栗駒線 栗駒方面（栗原市若柳字福岡小谷町浦）
- 宮城県道4号中田栗駒線 中田方面（栗原市若柳字川北新町）
- 国道398号・宮城県道176号若柳築館線（栗原市若柳川南南大通）